# Chuyến bay 701 của Air Littoral
Vào ngày 30 tháng 7 năm 1997, Chuyến bay 701 của Air Littoral, một máy bay chở khách cấp vùng động cơ tuốc bin cánh quạt ATR  vận hành chuyến bay chở khách theo lịch trình từ Nice, Pháp đến Florence, Ý, đã bị tai nạn khi hạ cánh. Nó chạy quá đường băng của Sân bay Florence và lao xuống một con mương cạnh bờ kè đường cao tốc. Không ai trong số 14 hành khách trên máy bay thiệt mạng, nhưng phần buồng lái bị hư hại nghiêm trọng và cơ trưởng qua đời 4 ngày sau đó.

## Máy bay
Máy bay ATR 42-500 là loại máy bay hai động cơ tuốc bin cánh quạt, mã F-, được đăng ký ở Pháp. Máy bay trang bị hai động cơ Pratt & Whitney Canada PW127. Air Littoral, khách hàng đầu tiên của kiểu máy bay này, đã nhận máy bay vào năm trước, 1996.

## Tai nạn
Vào khoảng 10:30 vào ngày xảy ra tai nạn, sau một chuyến bay bình thường từ Nice, máy bay chuẩn bị hạ cánh xuống sân bay Peretola của Florence, nơi thời tiết được thông báo là CAVOK, tầm nhìn tốt và không có mây; gió nhẹ và hay thay đổi. Phi hành đoàn đã chọn hạ cánh trên đường băng 23, có ngưỡng dịch chuyển 620 mét (2.030 ft). Sự lựa chọn như vậy được mô tả là bất thường, vì trong điều kiện tương tự, 80% máy bay hoạt động tại sân bay ngày hôm đó đã hạ cánh xuống đường băng đối diện, đường băng 05.
Lúc 10:36, người ta thấy máy bay đáp xuống cách điểm được chỉ định để đáp một đoạn xa, và ở tốc độ cao hơn nhiều so với bình thường. Sau đó, nó chạy hết đường băng, đâm xuyên qua hàng rào vành đai sân bay và lao xuống một con mương cạnh đường cao tốc A11 gần đó. Động cơ bên phải dừng lại khi cánh động cơ chạm đất, nhưng động cơ bên trái vẫn tiếp tục chạy trong 45 phút sau đó, trong lúc các hoạt động cứu hộ đang diễn ra.
Tất cả hành khách được sơ tán nhanh chóng, nhưng do phần buồng lái bị hư hại nên phải mất khoảng một giờ để giải thoát hai thành viên phi hành đoàn. Cơ trưởng phải nhập viện và đã qua đời vì vết thương 4 ngày sau đó; cơ phó và 13 hành khách khác chỉ bị thương.

## Điều tra và thử nghiệm
Vào thời điểm đó, cơ quan điều tra tai nạn hàng không của Ý, Agenzia Nazionale per la Sicurezza del Volo, vẫn chưa được thành lập, do đó, vấn đề đã được chuyển đến Cơ quan Hàng không Dân dụng Ý và công tố viên.
Có thông tin cho rằng trong quá trình hạ cánh, cơ phó là phi công điều khiển và đang được cơ trưởng giám sát. Công tố viên xác định rằng trong giai đoạn tiếp cận cuối, máy bay có tốc độ bay và tốc độ hạ cánh quá cao, thậm chí đã kích hoạt hệ thống cảnh báo trên máy bay, nhưng phi công đã bỏ qua cảnh báo. Không có lỗi kỹ thuật nào được tìm thấy trong máy bay.
Cơ phó và hai quản lý của Air Littoral - trưởng phòng đào tạo và trưởng phòng nhân sự - bị buộc tội ngộ sát và gây ra thảm họa hàng không, nhưng được tuyên trắng án vào tháng 11 năm 2003. Trách nhiệm về vụ tai nạn cuối cùng được đặt lên vai cơ trưởng, và quyết định "thiếu thận trọng" của ông khi tiếp tục hạ cánh bất chấp cách tiếp cận không an toàn.

## Di sản
Vụ tai nạn làm nổi bật những hạn chế của sân bay Peretola ở Florence, nơi bị hạn chế về mặt địa lý giữa đường cao tốc A11 và Núi Morello cao 930 mét (3.050 ft). Sự kiện này đã được trích dẫn trong những năm tiếp theo như một lập luận chống lại các đề xuất mở rộng sân bay, và những người phản đối đề xuất mở rộng Sân bay Pisa gần đó.